# 레드 레드
레드 레드(영어: red red)는 가나의 콩 스튜이다. 검은눈콩을 다른 재료와 함께 스튜한 음식으로, 붉은 팜유 때문에 붉은색을 띤다.

## 사진

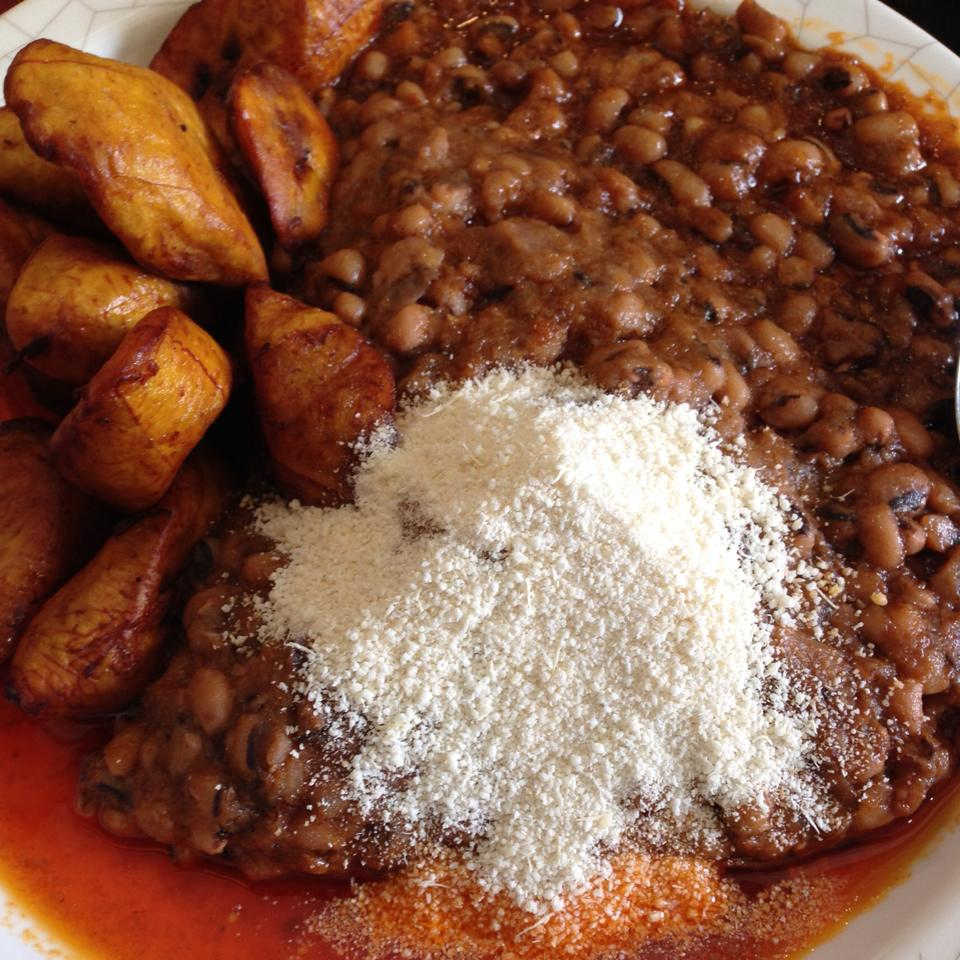
플랜테인과 가리를 곁들인 레드 레드

## 같이 보기
- 가나 요리